# Andrássy úti MÁV Vasutasház
Az Andrássy út 83–85. (Kodály körönd 2.) szám alatti épületet Kauser József tervezte, 1884-ben épült fel a tér délnyugati sarkában, az Andrássy út jobb oldalán (a Hősök tere felé nézve). Az eklektikus-romantikus stílusú épület 1952-ben, az államosításkor a MÁV-tól állami tulajdonba került és bérházként működött 1999-ig, amikor társasházzá nyilvánították.

## Története
A ház sorsa a 21. század elején igen hányatottá vált. 2000-ben a VI. kerületi önkormányzat szerződést kötött a Király utca 20.–Alfa 1. Kft.-vel az épület felújítására, ami tartalmazta volna a már akkor is romos állapotban lévő ház felújítását, cserébe a cég megkapta volna az épület 3. emeletét és a tetőterét, hogy ott luxuslakásokat alakítson ki. Azonban a munkákat nem végezték el – részben amiatt, mert az építési engedélyt csak 2002-ben, az önkormányzati választások évében kapták meg, így a projekt még az elindulása előtt leállt –, és a palota életveszélyessé vált. 2005 júniusában a frissen alakult Andrássy út 83-85 Kft. átvette az előző vállalkozótól a projektet, de érdemi munkát nem végzett és mint Virgin-szigetekre bejegyzett offshore cég elérhetetlenné vált. A lakók panasza szerint a cég elvitte a palota kovácsoltvas kapuját és a lépcsőház márványlépcsőit.
2008-ban bontási munkálatokat kezdtek az épületen, de azt is abbahagyták 2009-ben, főleg amiatt, mert a 3. emeletről, a munkák elkezdésének érdekében minden lakónak ki kellett költöznie, egy lakó viszont nem találta megfelelőnek a lakásáért kínált összeget, így nem költözött ki. A kivitelezést végző Reneszánsz Zrt. megbontotta a födémet, eltávolították a 3. emeleti lakások közötti válaszfalakat, így a beázások állandósultak, súlyosbodott az életveszély, a ki nem költözött lakó otthonában is egy helyiség lakhatatlanná vált.
A tarthatatlan állapotok miatt a ház lakói 2012 januárjában tüntetést szerveztek az önkormányzat irodái elé, ahol a lakók képviselője petíciót olvasott fel, melyben követelték az életveszélyes állapot felszámolását és a már 12 éve húzódó felújítás befejezését, az önkormányzat azonban nem talált megoldást a problémára.
Újabb két és fél évvel később, 2014. július 15-én a palota tetőtere és 3. emelete rövid idő alatt leégett. A lakókat evakuálták, a házat életveszélyessé nyilvánították. A vizsgálatok szerint a tetőn két munkás dolgozott, bár ottlétük célja ismeretlen maradt, mivel a házon hivatalosan akkor már évek óta nem végeztek semmilyen felújítást. A tűzoltóság a tüzet a legerősebb, ötös fokozatúnak sorolta be. Az oltási munkában 107 tűzoltó vett részt, közülük ketten füstmérgezést kaptak, más személyi sérülés nem történt.
A háznak csupán 30-40 lakója volt, őket ideiglenes szállásokon helyezték el. A kerület polgármestere, Hassay Zsófia úgy tudta, hogy az épület külföldi tulajdonban van, és nincs lakója, de a ház képviselője szerint az 1-2. emeleti lakásokat a lakók megvették az önkormányzattól, a 3. emeleten 5 lakás az önkormányzaté, 21 pedig a felszámolás alatt lévő kft-é, amivel az önkormányzat az előző évben szerződést bontott. A leégett tetőtér pedig a társasház, a kft és az önkormányzat közös tulajdona volt. A lakások közül 37 volt lakott, a lakók a tűz után nem térhettek vissza az otthonaikba. A terézvárosi önkormányzat 260 millió forintot költött az életveszély elhárítására, a lakók lakhatási költségeinek segítésére pedig 44 milliót.
A tűz után a palota sokáig ideiglenes tetőzettel volt csak ellátva, mivel a biztosító nem volt hajlandó a keletkezett kárt megtéríteni. Befektetőt sem találtak, aki a tetőszinti ráépítésért cserébe elvállalta volna az épület rendbehozatalát, ezért az önkormányzat pályázat útján keresett kivitelezőt, aminek a lényege az volt, hogy áruba bocsátotta a még tulajdonában lévő lakásokat és egyéb helyiségeket. Így 2017 őszén a Körönd Koncepció Kft. egyedüli pályázóként 273 millió forintért megvásárolta az önkormányzat 9 albetétjét, később pedig megvett további 21 lakást, valamint vállalta a ház felújítását kívül-belül. A felújítás terveit a PhoenArchitekt Kft. és a Nedár Ferenc készítette el. Mivel az eredeti tervező, Kauser József tervei az 1990-es éveben eltűntek, így a tervezés munkája nem volt könnyű, korabeli fotókat is fel kellett használniuk.
Így 2019-ben kezdetét vette a valódi felújítás, melyet a Dakota Kft. végzett el. A cég szerint minden nap 50-120 munkás dolgozott a házon, amin a munkálatokat az Örökségvédelem is ellenőrzi, például az ablakokat csak a mintaablak véleményezése után lehetett beépíteni, de arra is figyeltek, hogy az épület színezése az eredeti legyen. A munkálatok a 2020–21-es koronavírus-járvány alatt sem álltak le.

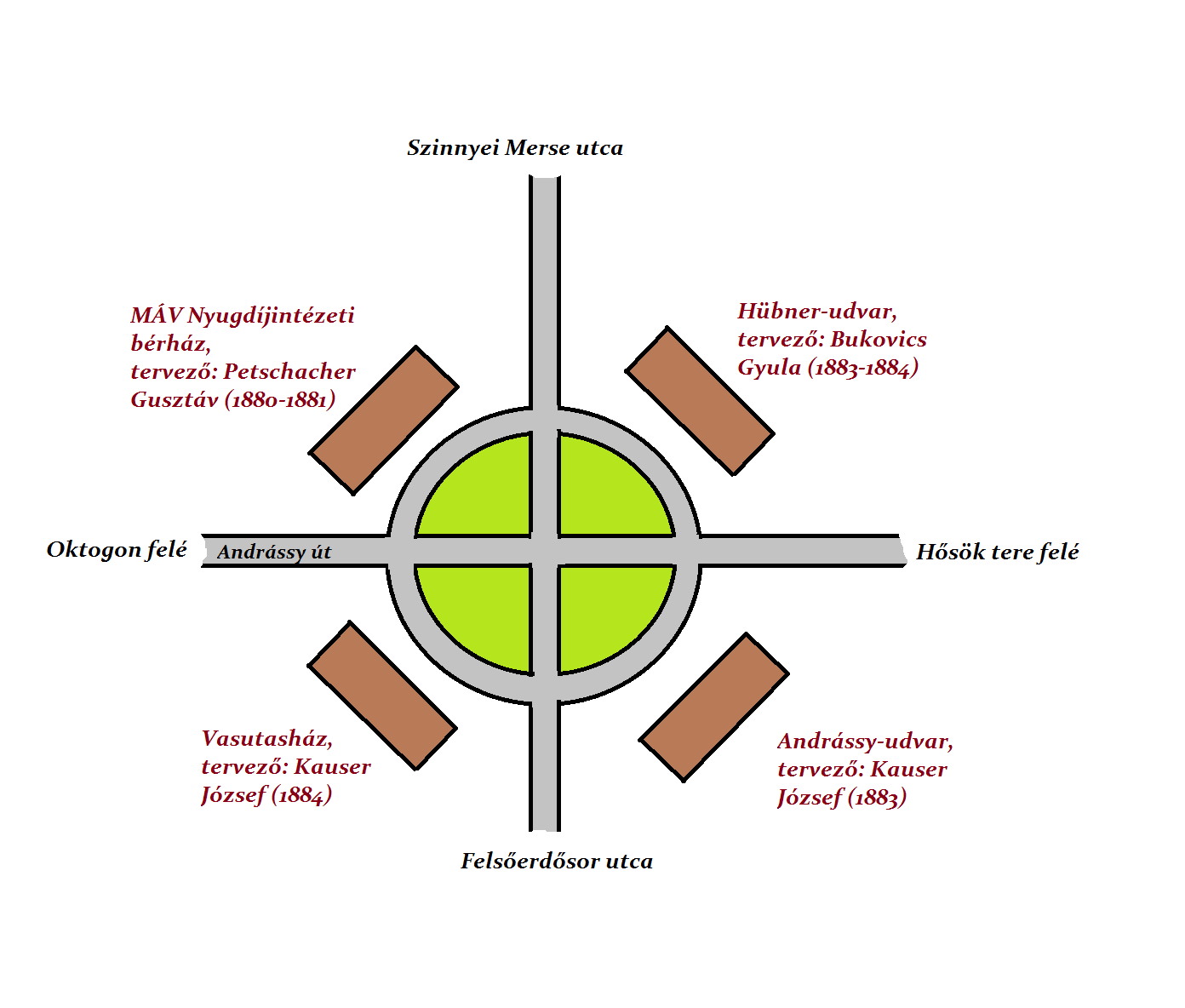
A budapesti Kodály körönd épületeinek térképe